# Ким Хасон
Ким Хасон (кор. 김하성?, 金河成?, 17 октября 1995, Пучхон) — корейский бейсболист, шортстоп клуба Главной лиги бейсбола «Сан-Диего Падрес». В КБО выступал в составе клуба «Кивум Хироуз», трижды становился обладателем награды «Золотая перчатка» лучшему игроку в защите. Игрок национальной сборной Кореи. Чемпион Азиатских игр 2018 года, серебряный призёр чемпионата Азии по бейсболу среди профессионалов 2017 года и турнира WBSC Премьер-12 2019 года. Участвовал в юношеском чемпионате мира 2013 года и Мировой бейсбольной классике 2017 года.

## Карьера
Ким Хасон родился 17 октября 1995 года в Пучхоне. В 2014 году он окончил старшую школу Ятап в Соннаме и был выбран в третьем раунде драфта КБО клубом «Нексен Хироуз». В 2015 году после ухода Кан Джунхо он стал игроком стартового состава. За команду Ким выступал в течение семи лет, сыграв в корейской лиге 891 матч на четырёх позициях в инфилде. В 2017 году он вошёл в состав сборной Кореи на игры Мировой бейсбольной классики. С 2018 по 2020 год он трижды подряд становился обладателем награды «Золотая перчатка» на позиции шортстопа. В 2019 году он вошёл в состав сборной Кореи на матчи Premier12 и был признан лучшим шортстопом турнира. В декабре 2020 года Ким подписал четырёхлетний контракт на сумму 28 млн долларов с клубом «Сан-Диего Падрес». Компенсация в размере 5 млн долларов, предусмотренная соглашением между лигами, была выплачена его бывшей команде.
Второго апреля 2021 года Ким дебютировал в составе «Падрес» в Главной лиге бейсбола.